# 城山公園 (三田市)

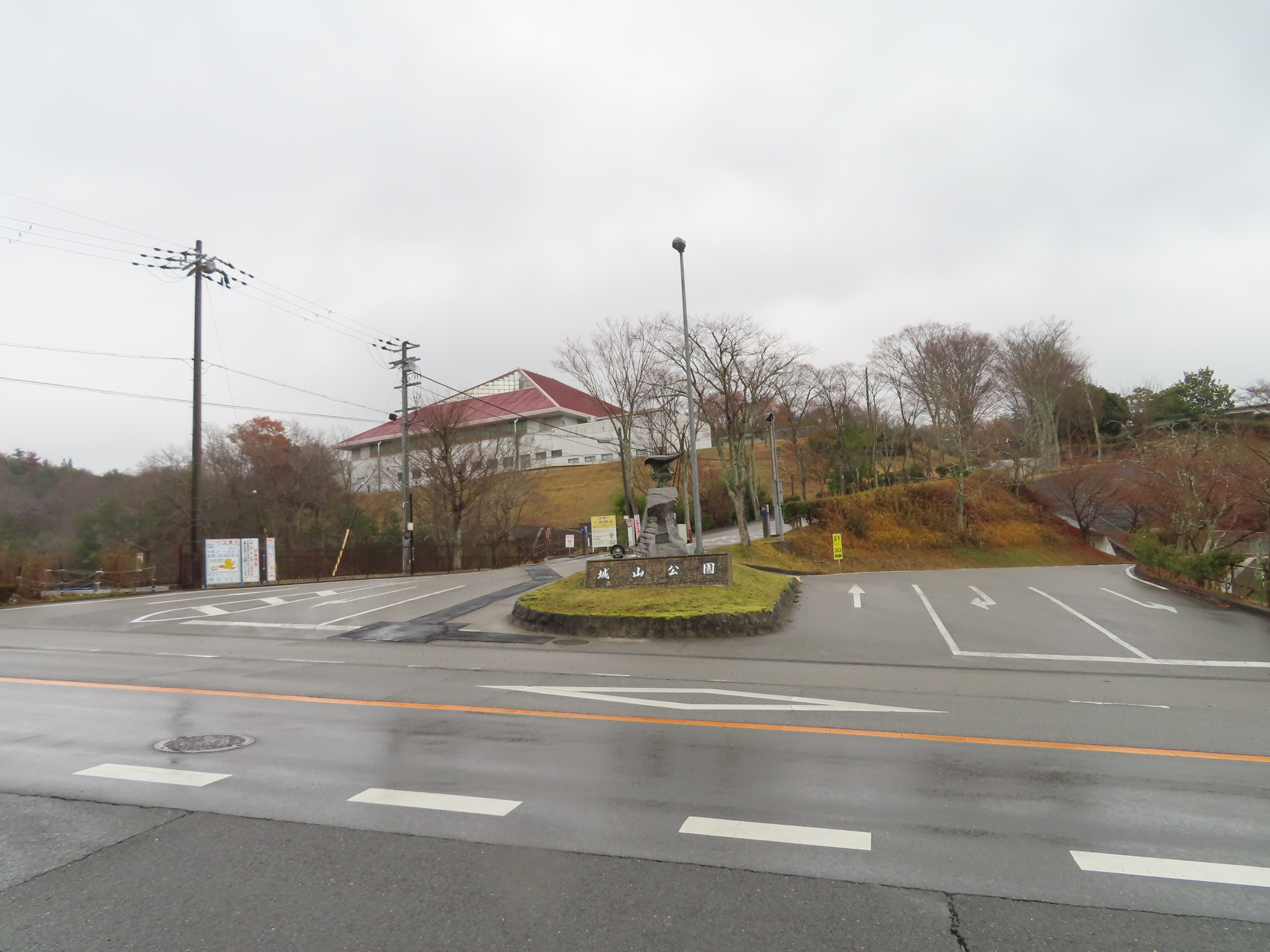
城山公園

城山公園（しろやまこうえん、命名権による呼称：神姫バス城山公園〈しんきバスしろやまこうえん〉）は、兵庫県三田市にある総合体育施設。野球場（神姫バスキッピースタジアム）、陸上競技場、テニスコート、体育館などからなる。2008年4月1日からパークマネジメント三田が指定管理者として管理している。関西独立リーグ・兵庫ブレイバーズの本拠地。

## 歴史
- 2006年 - 体育館が第61回国民体育大会のハンドボール成年女子の会場として、野球場が軟式野球成年の会場として利用される。
- 2008年4月1日 - 体育館が日比谷アメニスとのネーミングライツ契約により「アメニス城山体育館」となる[1]。
- 2010年12月1日 - 野球場で、関西独立リーグの合同トライアウトが実施される[2]。
- 2010年12月9日 - 2011年度より野球場の愛称を「キッピースタジアム」とすることが発表される[3]。
- 2023年7月1日 - 公募で命名権者が神姫バスに決定したことに伴い、公園名が「神姫バス城山公園」、野球場名が「神姫バスキッピースタジアム」となる（2026年3月末まで）[4][5]。

## 施設概要
- 野球場（キッピースタジアム） ※詳細は、「城山公園野球場」を参照。
- 陸上競技場
- テニスコート - 砂入人工芝6面
- 体育館 - 競技場面積 1,600平方メートル
- 駐車場 - 213台

など

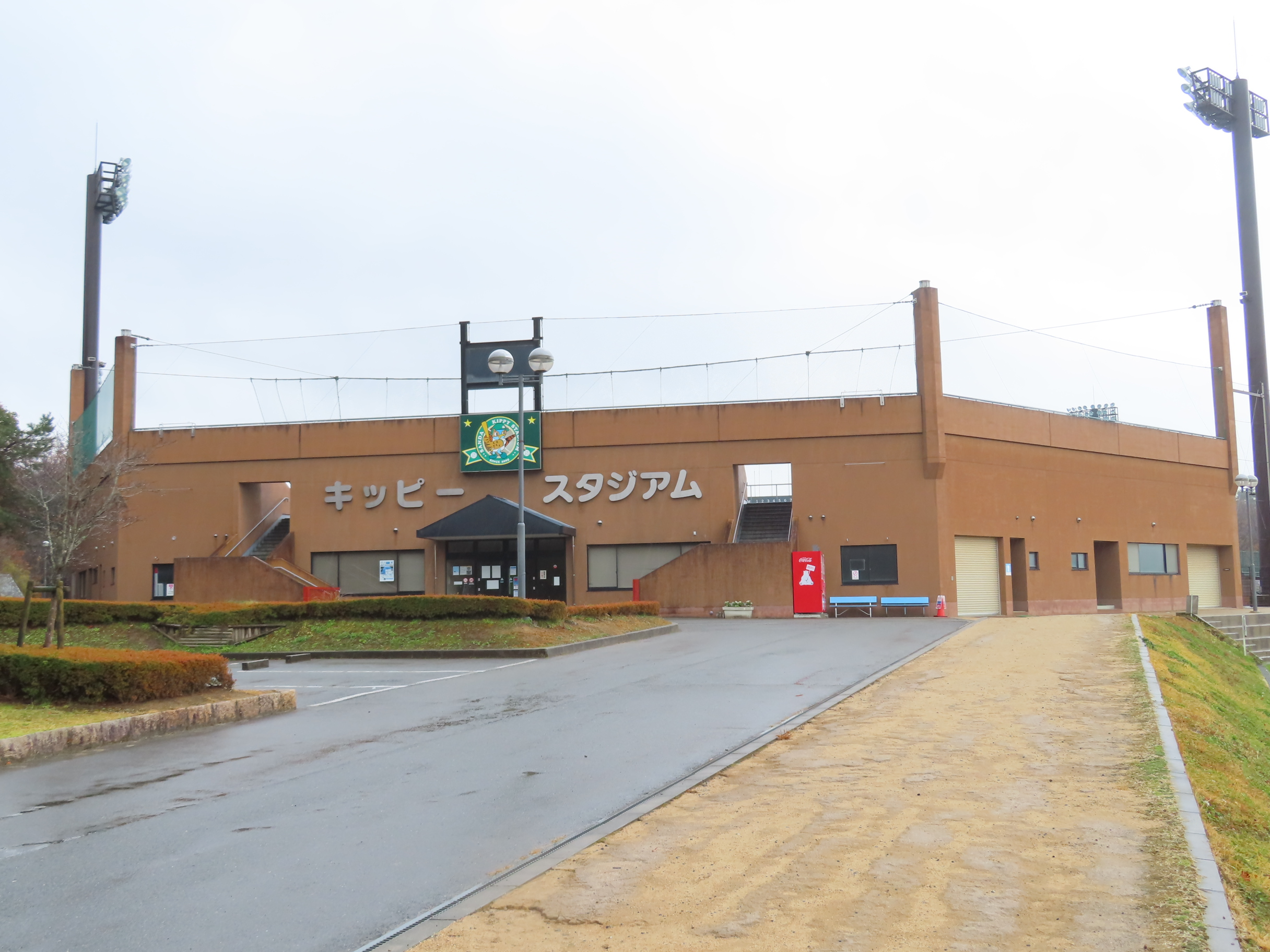
野球場（キッピースタジアム）
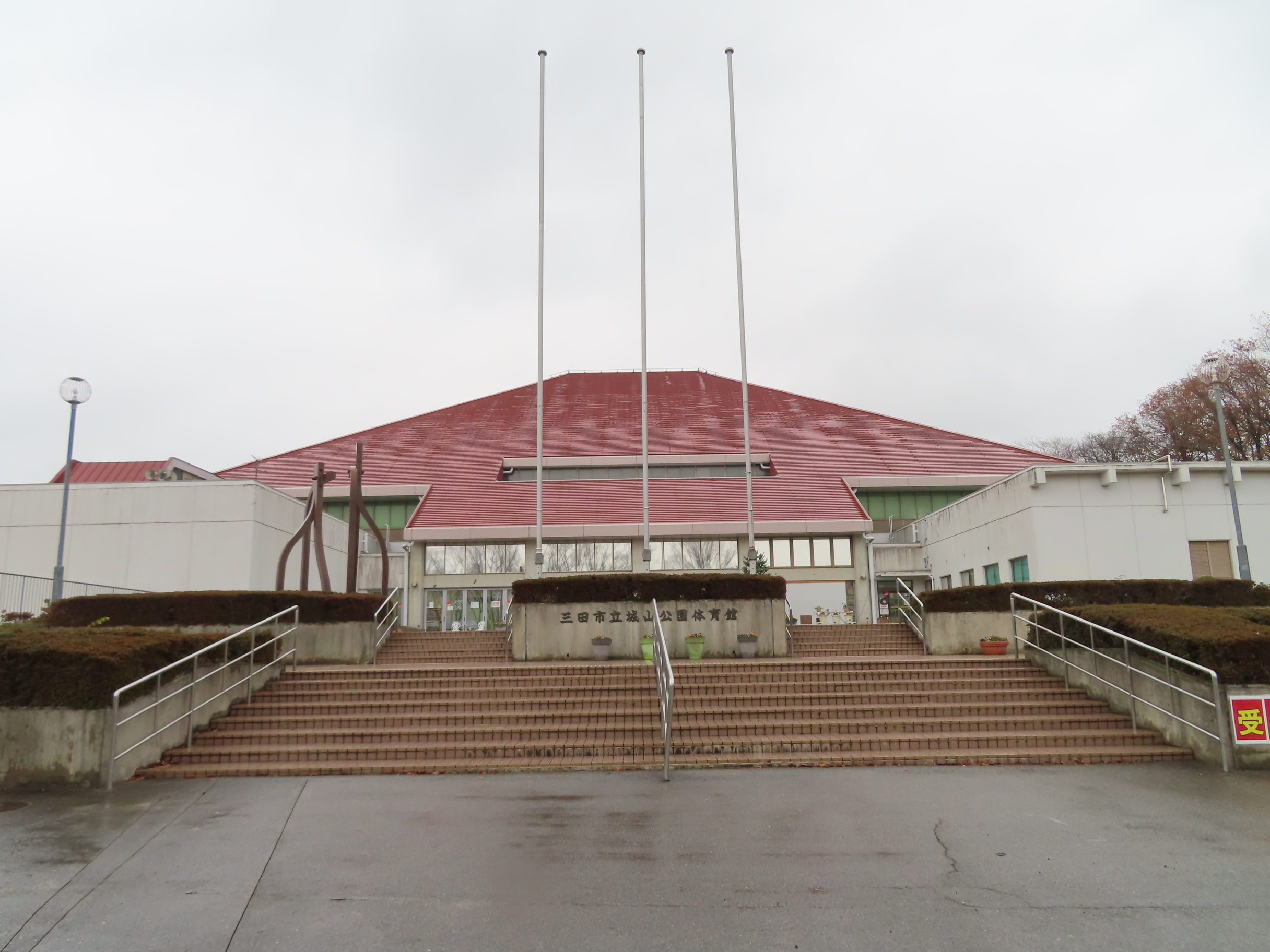
体育館
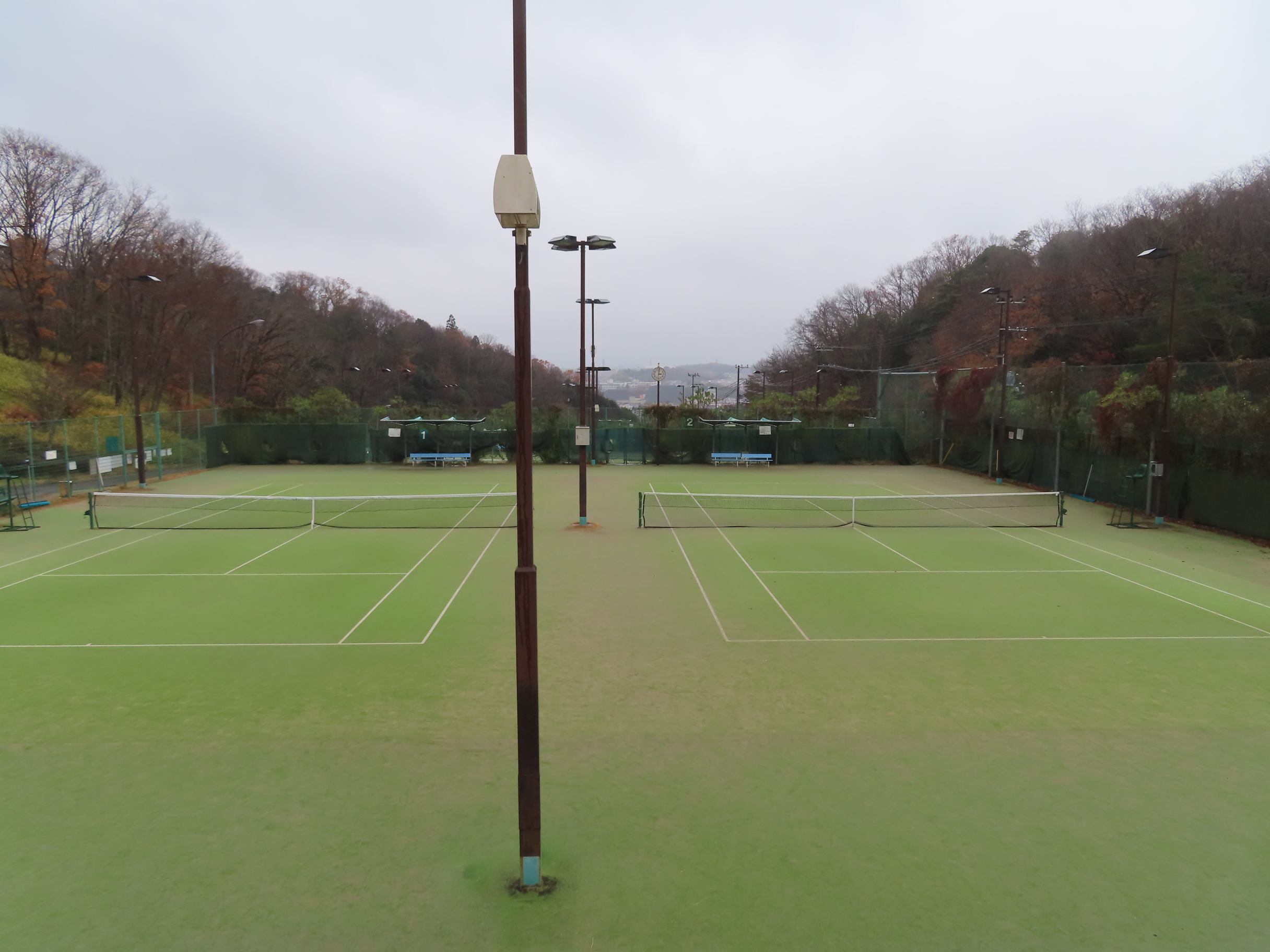
テニスコート

## 所在地・交通
- 所在地 : 兵庫県三田市三輪1314
- 交通 : 三田駅から徒歩26分またはバスで10分
  - 兵庫ブレイバーズの試合開催時は、三田駅北口から野球場入口までの間を結ぶシャトルバスを無料で運行している。（雨天中止により組まれた代替日など運行されない日もある。詳細は球団の公式サイトを参照。）